# 镓铟锡合金
镓铟锡合金（Galinstan）是由镓、铟和锡组成的共晶合金的品牌名，该合金在−19 °C（−2 °F）时熔化，因此在室温下呈液态。更广泛地说，Galinstan也被用作各种类似合金的通用名称，这些合金通常在+11 °C（52 °F）的温度下熔化。
镓铟锡合金由68.5％ 的镓、21.5％ 的铟和10.0％ 的锡组成（按重量计）。
由于其成分金属的低毒性和低反应性，在许多应用中，镓铟锡合金已取代了有毒的汞或活跃的钠钾合金。

## 名称
名称“Galinstan”是镓（gallium）、铟（indium）和锡（拉丁语：stannum）的混成词。
品牌名“Galinstan”是德国Geratherm Medical AG公司的注册商标。

## 物理性质
- 沸点：> 1300 °C
- 熔点： -19 °C[3]
- 蒸气压：< 10−8 托（500 °C）

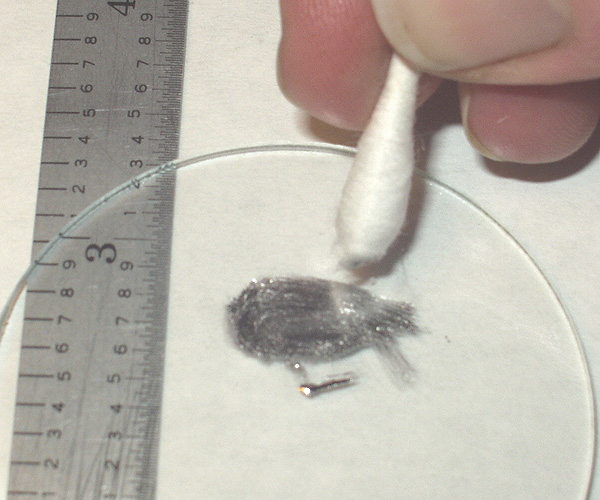
从破损的温度计中取得的镓铟锡合金，浸润了一块玻璃

- 密度：6.44 g/cm3（20 °C）[4]
- 溶解度：不溶于水或有机溶剂
- 黏度: 0.0024 Pa·s（20 °C）
- 热导率: 16.5 W·m−1·K−1
- 电导率：3.46×106S/m（20 °C）[4]
- 表面张力：s = 0.535–0.718 N/m （20 °C, 取决于成分）[5][6][7]
- 比热容：296 J·kg−1·K−1[8]

镓铟锡合金容易浸润并粘附在包括玻璃在内的许多材料上。与汞相比，其使用受到了限制。

## 用途
无毒的镓铟锡合金代替了温度计中的汞；管子内部必须涂有氧化镓以防止其浸润玻璃。
镓铟锡合金比汞具有更高的反射率和更低的密度。在天文学中，它可以代替液体镜面望远镜中的汞。
超频者和发烧友经常将在室温下呈液态的金属或合金（如镓铟锡合金）用作计算机硬件冷却的热界面。与导热膏相比，它们的导热系数更高，而热环氧树脂可以允许稍高的时钟速度和CPU处理能力实现演示和竞争超频。有两个例子，分别是Thermal Grizzly电导率仪和Coolaboratory Liquid Ultra，热导率分别为73和38.4W/mK。与易于使用且对硬件造成损坏的风险较低的普通导热胶不同，镓铟锡合金具有导电性，对多种金属包括散热器中的铝具有腐蚀性。尽管存在这些挑战，但成功完成其应用程序的用户的确报告了良好的结果。在2020年8月，索尼互动娱乐公司申请了一种适用于大规模生产的基于镓铟锡合金的热接口解决方案，在PlayStation 5上获得了专利。
镓铟锡合金难以用于冷却基于裂变的核反应堆，因为铟对于热中子具有高吸收截面，可有效吸收它们并抑制裂变反应。相反，正在研究将其作为聚变反应堆的可能冷却剂。它的非反应性使其比其他液态金属（例如锂和汞）更安全。

### X射线设备
来自约10μm×10μm的焦点和3-D体素的9.25 keV X射线（镓K-alpha线）的极高强度源，用于固定组织（例如小鼠脑）的X射线相显微镜检查。使用液态镓铟锡合金阳极的X射线源可获得约1立方微米的激光。 金属从喷嘴高速向下流动，高强度电子源将聚焦在其上。金属的快速流动载有电流，但由于强制对流除热，物理流动会阻止大量阳极加热，而且镓铟锡合金的高沸点会抑制阳极的蒸发。

## 资料来源
- Scharmann, F.; Cherkashinin, G.; Breternitz, V.; Knedlik, Ch.; Hartung, G.; Weber, Th.; Schaefer, J. A. . Surface and Interface Analysis. 2004, 36 (8): 981. doi:10.1002/sia.1817.
- Dickey, Michael D.; Chiechi, Ryan C.; Larsen, Ryan J.; Weiss, Emily A.; Weitz, David A.; Whitesides, George M. . Advanced Functional Materials. 2008, 18 (7): 1097. doi:10.1002/adfm.200701216.